# AsiaSat 5
O AsiaSat 5 é  um satélite de comunicação geoestacionário construído pela Space Systems/Loral (SS/L). Ele está localizado na posição orbital de 100,5 graus de longitude leste e é era operado pela AsiaSat. O satélite foi baseado na plataforma LS-1300LL e sua expectativa de vida útil é de 15 anos.

## História
A Space Systems/Loral (SS/L), anunciou em maio de 2005, que tinha sido escolhida pela Asia Satellite Telecommunications Company Limited (AsiaSat), de Hong Kong, para construir o AsiaSat 5, um satélite de comunicações de nova geração projetado para oferecer melhor potência e cobertura para os clientes da ASIASAT de toda a região da Ásia-Pacífico.

## Lançamento
O satélite foi lançado com sucesso ao espaço em 31 de julho de 2009 às 19:47 UTC, por meio de um veículo Proton-M/Briz-M a partir do Cosmódromo de Baikonur, no Casaquistão. Ele tinha uma massa de lançamento de 3760 kg.

## Capacidade e cobertura
O AsiaSat 5 é equipado com 26 transponders em banda C e 14 em banda Ku para fornecer cobertura para os clientes da AsiaSat em toda a região da Ásia-Pacífico. O AsiaSat 5 é o substituto do antigo AsiaSat 2.